# Пиетро I Орсеоло
Пиетро I Орсеоло (на латински: Petrus Urseolus, на италиански: Pietro I Orseolo) е двадесет и трети дож на Венецианската република. Управлява от 976 г. до 978 г., когато сам абдикира. Обявен е за светец и паметта му се почита на 10 януари.

## Произход
Пиетро I Орсеоло е потомък на една от четирите стари фамилии, управлявали Венеция още от първите дни на републиката - Урсоило или Орсеоли, което означава „Малките мечки“.

## Управление
Пиетро Орсеоло е избран за дож на 48-годишна възраст.
Според средновековния писател и теолог Петър Дамиани Орсеоло е в основата на заговора срещу предишния дож Пиетро IV Кандиано и неговото убийство, но е възможно да става въпрос за някой негов съименник, също Пиетро. Така или иначе предишният дож Кандиано умира подпален в двореца си заедно със сина си. Вече като дож, Орсеоло показва завидни управленски способности, възстановява опожарените градски квартали (пожарът, в който загива предишният дож, се разпространява на голяма площ из Венеция и води до сериозни щети), ремонтира и базиликата Сан Марко, в която на тайно място поставя мощите на свети Марко евангелист, също така построява и две болници.
В нощта срещу 1 септември 978 г. Пиетро Орсеоло изчезва безследно. Под фалшиво име той отпътува за абатството „Сен Мишел дьо Куша“ в Каталония, където се установява и прекарва остатъка от живота си в покаяние и молитви. Съпругата му го оставя да замине, покорявайки се на неговата воля. Не е известна точната година на смъртта на Орсеоло, смята се, че той е починал между 982 и 997 г. Погребан е в манастирската църква на абатството, а през 1732 г. от останките му е взета дясната му ръка и като светиня е отнесена във Венеция в базиликата Сан Марко.
Неговият син Пиетро II Орсеоло става двадесет и шестия дож през 991 г.

## Семейство
Пиетро I Орсеоло е женен за Феличита Малипиетро и от нея има двама сина - Пиетро II Орсеоло, който също като баща си е избран за дож, и Домениго Орсеоло. Феличита Малипиетро надживява съпруга си и умира като монахиня в манастира Св.Захарий.